# Ligue des champions féminine de volley-ball 2014-2015
Navigation
Ligue des champions 2013-2014 Ligue des champions 2015-2016
La 55e édition de la Ligue des champions de volley-ball féminin se déroule du 11 novembre 2014 jusqu'au 5 avril 2015.

## Formules
Saison régulière

20 équipes prennent part à cette phase. Les équipes sont mises en 5 groupes de 4 équipes chacun. Les 2 premiers de chaque groupe et les 2 meilleurs troisièmes joueront les playoffs 12 puis playoffs 6 pour déterminer les trois équipes qui disputeront la Finale à quatre. Après les poules sera désigné le club organisateur de la finale à quatre, ce club sera directement qualifié pour cette finale.
Final Four

Le stade culminant de la ligue des Champions dans laquelle les quatre dernières équipes joueront une demi-finale, puis pour les vainqueurs la finale. Les perdants joueront un match pour la troisième place. L'équipe qui est victorieuse de la finale remportera la ligue des champions.

## Équipes engagées
Le nombre de participants est basé sur le classement des pays  :
| Pos | Pays        | Nombre d'équipes | Equipes                                                                  |
| --- | ----------- | ---------------- | ------------------------------------------------------------------------ |
| 1   | Turquie     | 3                | Güneş VakıfBank Istanbul Fenerbahçe Grundig Istanbul Eczacibasi Istanbul |
| 2   | Russie      | 3                | Dynamo Kazan Dinamo Moscou Omitchka Omsk                                 |
| 3   | Italie      | 2                | Nordmeccanica Piacenza Unendo Yamamay Busto Arsizio                      |
| 4   | Azerbaïdjan | 2                | Rabita Bakou Azeryol Bakou                                               |
| 5   | France      | 2                | RC Cannes Nantes VB                                                      |
| 6   | Pologne     | 2                | Chemik Police Impel Wrocław                                              |
| 7   | Allemagne   | 1                | Dresdner SC                                                              |
| 8   | Suisse      | 1                | Voléro Zürich                                                            |
| 9   | Roumanie    | 1                | Ştiinţa Bacău                                                            |
| 10  | Serbie      | 1                | Partizan Vizura Beograd                                                  |
| 11  | Tchéquie    | 1                | Agel Prostějov                                                           |
| 12  | Autriche    | 0                | –                                                                        |
| 13  | Belgique    | 0                | –                                                                        |
| 16  | Finlande    | 0+1              | LP Salo (WC)                                                             |

Note : Les clubs d'Autriche et de Belgique ne souhaitaient pas participer à cette compétition.

## Première phase

### Composition des groupes
| Poule A                                                | Poule B                                                           | Poule C                                                        | Poule D                                                       | Poule E                                                                           |
| ------------------------------------------------------ | ----------------------------------------------------------------- | -------------------------------------------------------------- | ------------------------------------------------------------- | --------------------------------------------------------------------------------- |
| Rabita Bakou Dynamo Kazan Chemik Police Agel Prostějov | Azeryol Bakou Ştiinţa Bacău Fenerbahçe Grundig Istanbul Nantes VB | Unendo Yamamay Busto Arsizio Dinamo Moscou Dresdner SC LP Salo | Impel Wrocław Eczacibasi Istanbul Omitchka Omsk Voléro Zürich | Partizan Vizura Beograd RC Cannes Nordmeccanica Piacenza Güneş VakıfBank Istanbul |

### Poule A
| # | Équipe         | Pts | J | G | Gt | Pt | P | Sp | Sc | Ratio | Pp  | Pc  | Ratio |
| 1 | Chemik Police  | 13  | 6 | 4 | 0  | 0  | 2 | 16 | 9  | 1.778 | 543 | 506 | 1.073 |
| 2 | Dynamo Kazan   | 9   | 6 | 3 | 0  | 0  | 3 | 13 | 11 | 1.182 | 529 | 497 | 1.064 |
| 3 | Agel Prostějov | 7   | 6 | 3 | 0  | 0  | 3 | 10 | 14 | 0.714 | 488 | 543 | 0.899 |
| 4 | Rabita Bakou   | 7   | 6 | 2 | 0  | 0  | 4 | 10 | 15 | 0.667 | 523 | 537 | 0.974 |

### Poule B
| # | Équipe                      | Pts | J | G | Gt | Pt | P | Sp | Sc | Ratio | Pp  | Pc  | Ratio |
| 1 | Fenerbahçe Grundig Istanbul | 18  | 6 | 6 | 0  | 0  | 0 | 18 | 1  | 18    | 470 | 323 | 1.455 |
| 2 | Azeryol Bakou               | 11  | 6 | 4 | 0  | 0  | 2 | 13 | 8  | 1.625 | 476 | 437 | 1.089 |
| 3 | Nantes VB                   | 4   | 6 | 1 | 0  | 0  | 5 | 6  | 15 | 0.4   | 402 | 477 | 0.843 |
| 4 | Ştiinţa Bacău               | 3   | 6 | 1 | 0  | 0  | 5 | 3  | 16 | 0.188 | 346 | 457 | 0.757 |

### Poule C
| # | Équipe                       | Pts | J | G | Gt | Pt | P | Sp | Sc | Ratio | Pp  | Pc  | Ratio |
| 1 | Dinamo Moscou                | 15  | 6 | 5 | 0  | 0  | 1 | 17 | 8  | 2.125 | 569 | 515 | 1.105 |
| 2 | Unendo Yamamay Busto Arsizio | 12  | 6 | 4 | 0  | 0  | 2 | 15 | 8  | 1.875 | 518 | 465 | 1.114 |
| 3 | Dresdner SC                  | 7   | 6 | 3 | 0  | 0  | 3 | 9  | 14 | 0.643 | 485 | 506 | 0.958 |
| 4 | LP Salo                      | 2   | 6 | 0 | 0  | 0  | 6 | 7  | 18 | 0.389 | 494 | 580 | 0.852 |

### Poule D
| # | Équipe              | Pts | J | G | Gt | Pt | P | Sp | Sc | Ratio | Pp  | Pc  | Ratio |
| 1 | Eczacibasi Istanbul | 15  | 6 | 5 | 0  | 0  | 1 | 15 | 6  | 2.5   | 508 | 435 | 1.168 |
| 2 | Voléro Zürich       | 15  | 6 | 5 | 0  | 0  | 1 | 16 | 6  | 2.667 | 518 | 445 | 1.164 |
| 3 | Omitchka Omsk       | 7   | 6 | 2 | 0  | 0  | 4 | 9  | 13 | 0.692 | 465 | 504 | 0.923 |
| 4 | Impel Wrocław       | 0   | 6 | 0 | 0  | 0  | 6 | 3  | 18 | 0.167 | 414 | 521 | 0.795 |

### Poule E
| # | Équipe                   | Pts | J | G | Gt | Pt | P | Sp | Sc | Ratio | Pp  | Pc  | Ratio |
| 1 | Güneş VakıfBank Istanbul | 14  | 6 | 5 | 0  | 0  | 1 | 16 | 5  | 3.2   | 509 | 368 | 1.383 |
| 2 | Nordmeccanica Piacenza   | 11  | 6 | 3 | 0  | 0  | 3 | 13 | 10 | 1.3   | 493 | 467 | 1.056 |
| 3 | RC Cannes                | 9   | 6 | 4 | 0  | 0  | 2 | 12 | 13 | 0.923 | 508 | 558 | 0.91  |
| 4 | Partizan Vizura Beograd  | 2   | 6 | 0 | 0  | 0  | 6 | 5  | 18 | 0.278 | 419 | 536 | 0.782 |

## Play-offs

### Play-offs à 12
Les matchs des playoffs ont été désignés par tirage au sort.
| Équipe 1               | Score | Équipe 2                     | Aller | Retour |
| ---------------------- | ----- | ---------------------------- | ----- | ------ |
| Dynamo Kazan           | 2–6   | Güneş VakıfBank Istanbul     | 2–3   | 0–3    |
| Dresdner SC            | 3–5   | Fenerbahçe Grundig Istanbul  | 0–3   | 3–2    |
| RC Cannes              | 3–6   | Voléro Zürich                | 2–3   | 1–3    |
| Agel Prostějov         | 1–6   | Eczacibasi Istanbul          | 1–3   | 0–3    |
| Azeryol Bakou          | 4–5   | Unendo Yamamay Busto Arsizio | 1-3   | 3–2    |
| Nordmeccanica Piacenza | 0–6   | Dinamo Moscou                | 0–3   | 0–3    |

#### Équipes qualifiées
Les équipes qualifiées pour la phase des playoffs à 6 sont :
- Dinamo Moscou
- Unendo Yamamay Busto Arsizio
- Güneş VakıfBank Istanbul
- Eczacibasi Istanbul
- Fenerbahçe Grundig Istanbul
- Voléro Zürich

### Playoffs à 6
| Équipe 1                     | Score | Équipe 2                    | Aller | Retour |
| ---------------------------- | ----- | --------------------------- | ----- | ------ |
| Güneş VakıfBank Istanbul     | 5-4   | Fenerbahçe Grundig Istanbul | 3-1   | 2-3    |
| Eczacibasi Istanbul          | 4-3   | Voléro Zürich               | 3-0   | 1-3    |
| Unendo Yamamay Busto Arsizio | 6-0   | Dinamo Moscou               | 3-0   | 3-0    |

#### Équipes qualifiées
Les équipes qualifiées pour le Final Four sont :
- Eczacibasi Istanbul
- Güneş VakıfBank Istanbul
- Unendo Yamamay Busto Arsizio

## Finale à quatre
- Club organisateur : Chemik Police
- Lieu :  Azoty Arena, Szczecin, Pologne

|  | Demi-finales                                   | Demi-finales                            |                              |   | Finale                                  | Finale                                  |
|  | Demi-finales                                   | Demi-finales                            |                              |   | Finale                                  | Finale                                  |
|  |                                                |                                         |                              |   |                                         |                                         |
|  | Szczecin, 04.04.15, 21-25, 25-27, 21-25        | Szczecin, 04.04.15, 21-25, 25-27, 21-25 |                              |   | Szczecin, 05.04.15, 22-25, 20-25, 21-25 | Szczecin, 05.04.15, 22-25, 20-25, 21-25 |
|  | Szczecin, 04.04.15, 21-25, 25-27, 21-25        | Szczecin, 04.04.15, 21-25, 25-27, 21-25 |                              |   | Szczecin, 05.04.15, 22-25, 20-25, 21-25 | Szczecin, 05.04.15, 22-25, 20-25, 21-25 |
|  | Chemik Police                                  | 0                                       |                              |   | Szczecin, 05.04.15, 22-25, 20-25, 21-25 | Szczecin, 05.04.15, 22-25, 20-25, 21-25 |
|  | Chemik Police                                  | 0                                       |                              |   | Szczecin, 05.04.15, 22-25, 20-25, 21-25 | Szczecin, 05.04.15, 22-25, 20-25, 21-25 |
|  | Unendo Yamamay Busto Arsizio                   | 3                                       |                              |   | Szczecin, 05.04.15, 22-25, 20-25, 21-25 | Szczecin, 05.04.15, 22-25, 20-25, 21-25 |
|  | Unendo Yamamay Busto Arsizio                   | 3                                       | Unendo Yamamay Busto Arsizio | 0 |                                         |                                         |
|  | Szczecin, 04.04.15, 22-25, 25-16, 22-25, 22-15 |                                         | Unendo Yamamay Busto Arsizio | 0 |                                         |                                         |
|  |                                                | Eczacibasi Istanbul                     | 3                            |   |                                         |                                         |
|  | Güneş VakıfBank Istanbul                       | Eczacibasi Istanbul                     | 3                            | 1 |                                         |                                         |
|  | Güneş VakıfBank Istanbul                       |                                         |                              | 1 |                                         |                                         |
|  | Eczacibasi Istanbul                            | 3                                       |                              |   |                                         |                                         |
|  | Eczacibasi Istanbul                            | 3                                       | Match pour la 3e place       |   |                                         |                                         |
|  |                                                |                                         |                              |   |                                         |                                         |
|  | Szczecin, 05.04.15, 19-25, 21-25, 17-25        |                                         |                              |   |                                         |                                         |
|  |                                                |                                         |                              |   |                                         |                                         |
|  | Chemik Police                                  | 0                                       |                              |   |                                         |                                         |
|  | Chemik Police                                  | 0                                       |                              |   |                                         |                                         |
|  | Güneş VakıfBank Istanbul                       | 3                                       |                              |   |                                         |                                         |
|  | Güneş VakıfBank Istanbul                       | 3                                       |                              |   |                                         |                                         |

### Récompenses
- MVP :  Jordan Larson (Eczacibasi Istanbul)